# Golm (Österreich)

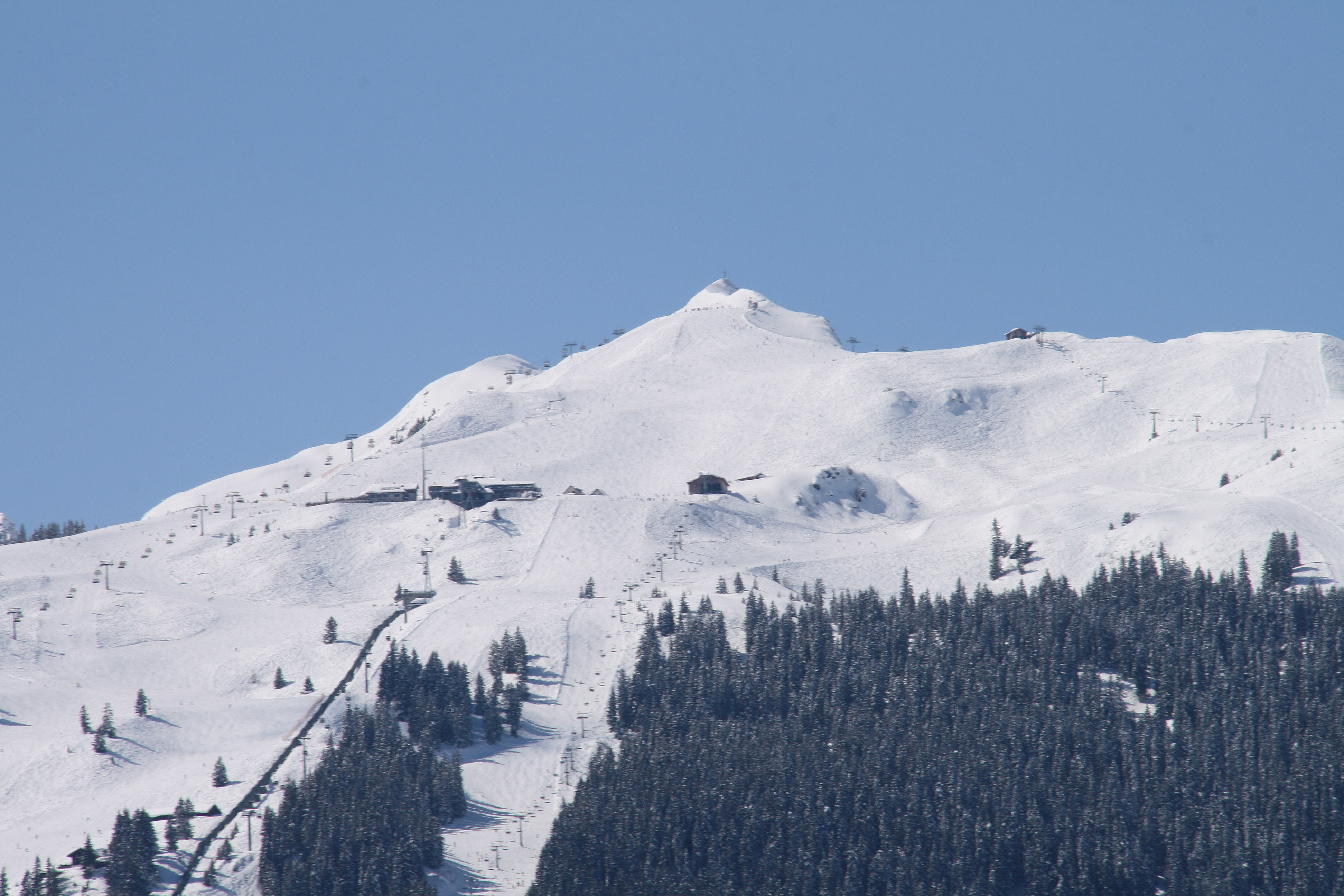
Das Skigebiet Golm mit dem Golmer Joch

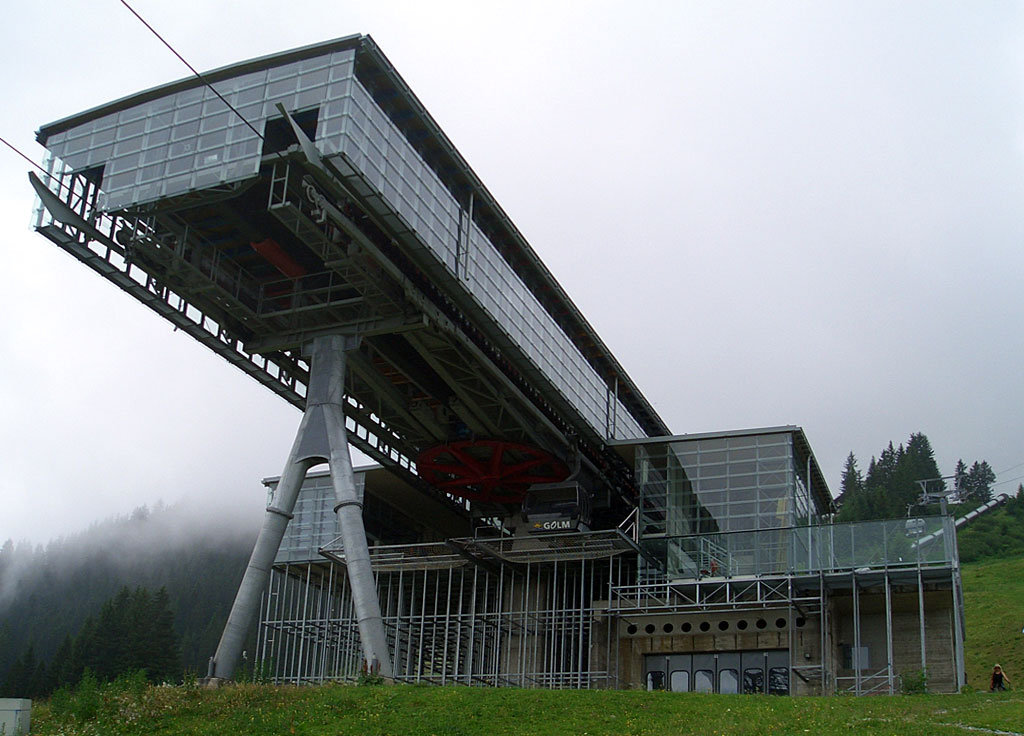
Mittelstation der kuppelbaren 8er-Kabinenbahn auf dem Golm (bei Matschwitz)

Golm ist der Name eines Wintersport- und Wandergebiets der illwerke vkw AG bei Tschagguns im österreichischen Bundesland Vorarlberg, das von ihrer Tochtergesellschaft Golm Silvretta Lünersee Tourismus bewirtschaftet wird.
Das Gebiet erstreckt sich von einer Seehöhe von 654 m bei der Talstation in Vandans bis auf 2124 m am Golmer Joch. Die Einstiegsstelle auf dem Gemeindegebiet von Tschagguns bei Latschau liegt auf 985 m. Auf 1520 m (bei der zweiten Mittelstation der Golmerbahn) liegt der Ortsteil Matschwitz.

## Geschichte
Ausgangspunkt der Erschließung war ein Schrägaufzug der Vorarlberger Illwerke AG, der 1956 zum Bau von Druckrohren zwischen dem Lünersee und Latschau für den Personen- und Gütertransport errichtet wurde.
Nach Abschluss der Bauarbeiten wurde am 19. Dezember 1959 der Schrägaufzug der Öffentlichkeit zugänglich gemacht und somit das Skigebiet in Betrieb genommen. 221 Personen wurden damit gleich am ersten Tag befördert.
In den Jahren 1977, 1979, 1981, 1983 und 1992 war der Golm Austragungsort von Ski-Weltcup-Rennen der Damen: Die Goldschlüsselrennen fanden mit Abfahrts-, Slalom- und Kombinationswertung hier statt. Damit erlangte das Gebiet durch die Berichterstattung der Medien auch internationale Bekanntheit.
1988 wurde auch die angrenzende Sesselbahn von Vandans nach Latschau von den Illwerken übernommen. Dieser Lift wurde dann im Jahr 1995 gemeinsam mit der ursprünglichen Standseilbahn (Golmerbahn) durch eine Achter-Kabinen-Einseilumlaufbahn ersetzt, die seither Hauptzubringer ist.

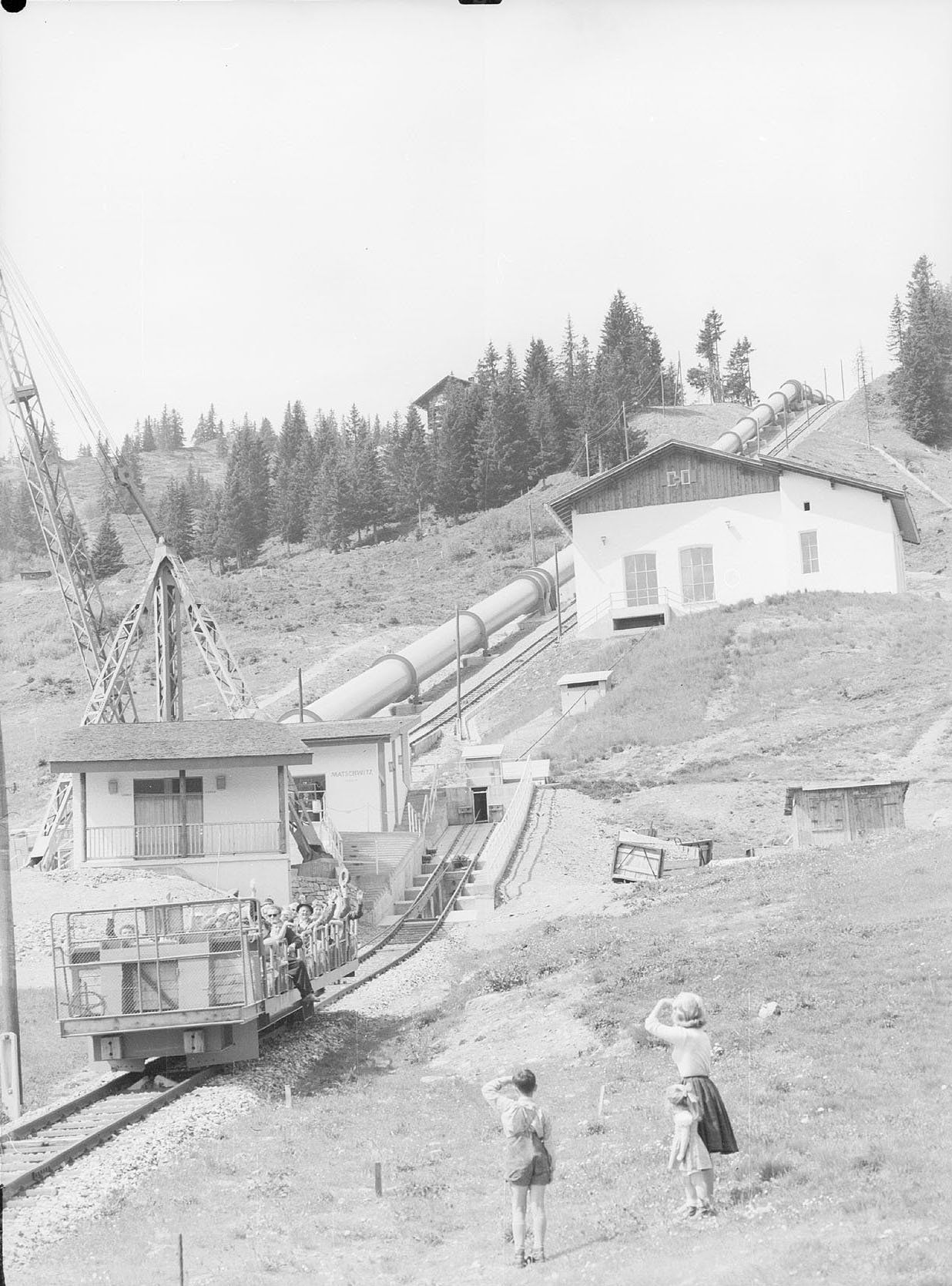
Mittelstation Matschwitz (um 1960)

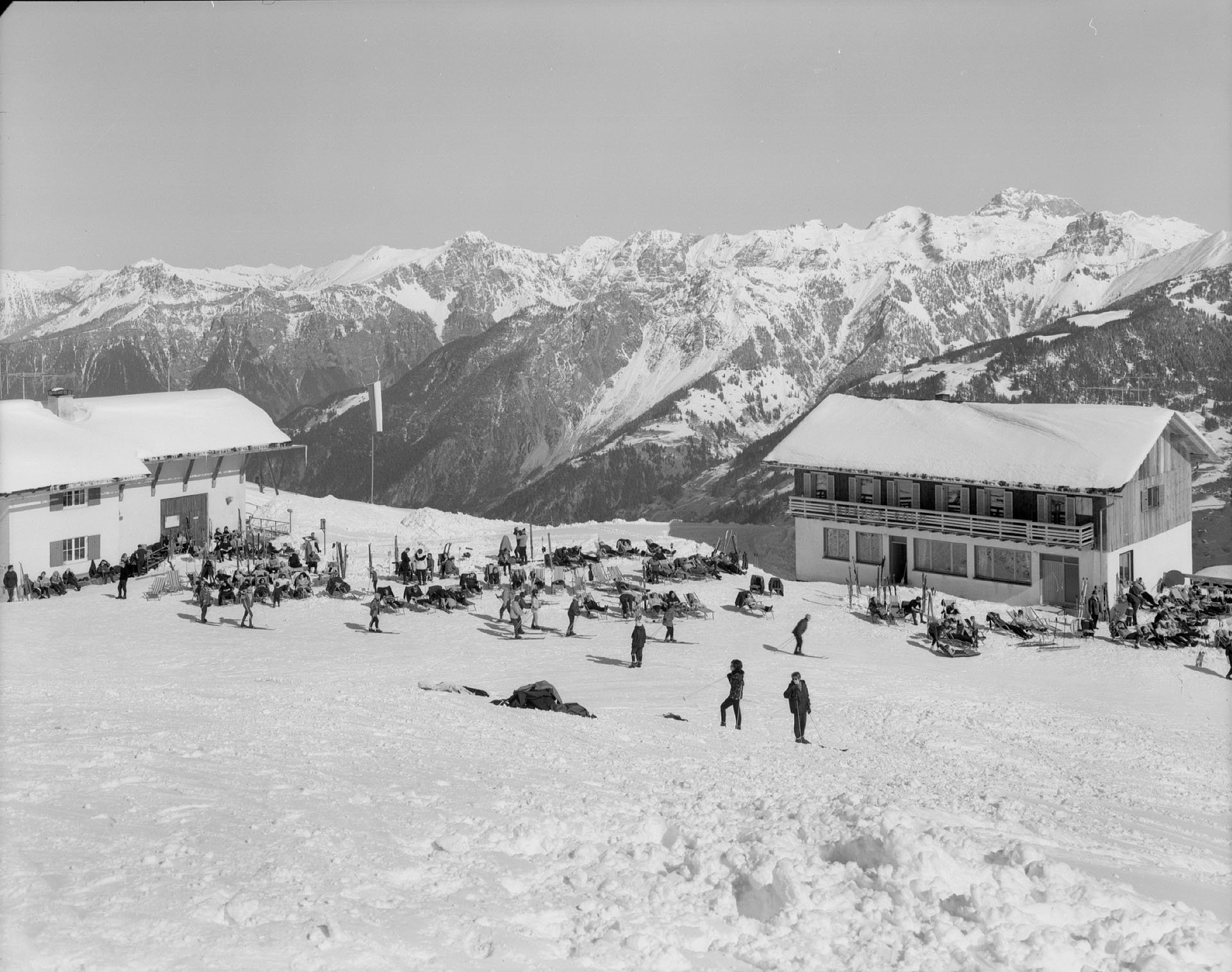
Grüneck: Bergstation der Golmerbahn vor 1995

## Winterbetrieb
1960 wurde das Skigebiet mit dem Schlepplift Grüneck bis auf eine Höhe von 2100 m erweitert. 1973 wurde das Gebiet Außergolm mit einem Schlepplift erschlossen und 1981 folgte die Hüttenkopfbahn. 1986 ersetzte eine Vierer-Sesselbahn den alten Schlepplift bei Matschwitz.
Seit 1990 findet ein kontinuierlicher Ausbau von Beschneiungsanlagen statt. Im Jahr 2003 wurde das Gebiet Außergolm mit einem Skitunnel besser an das Skigebiet angeschlossen.
Im Moment betreibt das Golmer Skigebiet neun Lifte und Seilbahnen, darunter eine 8er Einseilumlaufbahn (EUB) in drei Sektionen, vier kuppelbare Sessellifte sowie zwei Schlepplifte.
- Außergolmbahn: Baujahr 2004; kuppelbare 4er-Sesselbahn (KSB) mit Hauben von Doppelmayr; Länge 933 m
- Golmerbahn 1, 2 und 3: Baujahr 1995; kuppelbare 8er-Gondelbahn (EUB) von Doppelmayr,  Länge: Sektion 1 1555 m, Sektion 2 1266 m, Sektion 3 1201 m
- Sesselbahn Matschwitz: Baujahr 1986; kuppelbare 4er-Sesselbahn (KSB) von Doppelmayr; Länge 1420 m
- Rätikonbahn: Baujahr 2001; kuppelbare 6er-Sesselbahn(KSB) mit Hauben von Doppelmayr; Länge 1730 m
- Hüttenkopfbahn: Baujahr 2012; kuppelbare 6er-Sesselbahn (KSB) von Doppelmayr; Länge 1341 m (erste Photovoltaik-Sesselbahn der Welt: 1/3 des Energiebedarfs wird mittels Photovoltaik-Elementen auf Station und Bahnhof gewonnen)
- Tellerlift Innerbach: Baujahr 2023; Schlepplift mit hoher Seilführung von Doppelmayr, Länge 250 m
- Tellerlift Sücka: Schlepplift mit hoher Seilführung von Doppelmayr; Länge 300 m

## Sommerbetrieb
Die Golmerbahn ist auch in der Sommersaison in Betrieb.
Von der Bergstation gelangt man in etwa 1,5 bis 2 Stunden ohne größere Höhenunterschiede zur Lindauer Hütte. Alternativ dazu kann man auch über den Golmer Höhenweg via Golmer Joch (2124 m), Kreuzjoch (2261 m) und Geißspitze (2334 m) zur Lindauer Hütte gelangen. Diese ist der Ausgangspunkt zu Touren auf die Sulzfluh (2818 m), die Drei Türme (2830 m), die Drusenfluh (2827 m) oder die Tschaggunser Mittagspitze (2168 m).

## Golmi’s Forschungspfad
2005 wurde „Golmi’s Forschungspfad“ eröffnet, ein Kindererlebnisweg zwischen Grüneck und Matschwitz. An 21 Stationen auf 3,5 km erklärt „Golmi“ (Maskottchen vom Golm) die Tier- und Pflanzenwelt am Golm, von Murmeltierhöhlen über eine Kräuterapotheke, Wasserwippe bis zu Tierspuren und Heilkräuter-Sudoku.

## Alpine-Coaster-Golm
Vorarlbergs erster Alpine-Coaster steht am Golm. Auf der Bahn rodelt man auf Zweisitzer-Schlitten von Latschau nach Vandans. Die Strecke ist 2,6 Kilometer lang und beinhaltet Steilkurven, Kreisel und „Jumps“.

## Waldseilpark-Golm
2009 wurde mit dem Waldseilpark-Golm der größte Waldseilpark Vorarlbergs eröffnet. Es gibt elf Parcours mit 79 Kletterübungen in 1 bis 16 Meter Höhe.

## Flying-Fox-Golm
Der Flying-Fox-Golm wurde 2010 eröffnet. Man fährt an einem Stahlseil mit einer Länge von 565 Metern mit einer Geschwindigkeit von bis zu 70 km/h über das Staubecken Latschau.

## Sender Golm/Schruns
Bei der Golmer Bergstation steht ein Sender der Österreichischen Rundfunksender GmbH & Co KG (ORS). Dieser sendete bis 16. September 2008 analoge Fernsehprogramme – dann erfolgte die Umstellung auf das digitale Signal.
Auch Antenne Vorarlberg sendet mit auf der Frequenz 100,2 MHz von der Bergstation Golm (unabhängig von der ORS).